# 世田谷区立等々力小学校
世田谷区立等々力小学校（せたがやくりつとどろきしょうがっこう）は、世田谷区等々力にある公立小学校。毎年2月頃に行われる恒例のもちつき大会が有名である。

## 沿革
- 1956年（昭和31年）
  - 9月10日  - 開校。
  - 11月21日 - 落成式挙行。この日を開校記念日と定めた。
- 1959年（昭和34年）3月25日 - 第1回卒業式挙行。
- 1961年（昭和36年）11月30日 - 開校5周年記念式典挙行。
- 1963年（昭和38年）3月27日 - プール完成。
- 1964年（昭和39年）2月25日 - 体育館完成。
- 1966年（昭和41年）
  - 2月15日 - 鉄筋6教室完成。
  - 11月21日 - 開校10周年記念式典挙行。
- 1974年（昭和49年）4月24日 - 校舎改築開始。
- 1975年（昭和50年）4月4日 - 鉄筋7教室完成（教室・保健室・放送室・給食調理室）。
- 1976年（昭和51年）
  - 4月1日 - 鉄筋7教室完成（西校舎完成）。
  - 11月20日 - 開校20周年記念式典挙行、記念築山完成。
  - 12月27日 - 玄関前整備。
- 1979年（昭和54年）
  - 2月27日 - 増築・非常階段設置。
  - 10月1日 - スプリンクラー設置。
- 1986年（昭和61年）11月22日 - 開校30周年記念式典挙行。
- 1989年（平成元年）10月28日 - 北校舎大規模改修。
- 1991年（平成3年）10月3日 - 西校舎大規模改修。
- 1992年（平成4年）3月21日 - プール改修。
- 1994年（平成6年）10月31日 - 体育館改修。
- 1995年（平成7年）3月22日 - 正門改修。
- 1996年（平成8年）
  - 2月5日 - 南門改修。
  - 10月31日 - 給食室改修。
  - 11月23日 - 開校40周年記念式典挙行。
- 1999年（平成11年）
  - 3月3日 - 陶芸釜改修。
  - 3月8日 - リサイター設置。
- 2000年（平成12年）2月10日 - プール防水工事。西門整備。
- 2002年（平成14年）3月31日 - 校舎校章設置。
- 2003年（平成15年）6月28日 - プール改修・北外壁面改修。
- 2004年（平成16年）
  - 3月31日 - 新BOP（ベースオブプレイング）室完成。
  - 4月1日 - 新BOP開始。
- 2005年（平成17年）11月20日 - 50周年応援フェスティバル開催。
- 2006年（平成18年）
  - 7月9日 - 体育館耐震工事と視聴覚室改装。
  - 11月18日 - 開校50周年記念式典挙行し、記念コンサート。
- 2007年（平成19年）
  - 4月1日 - 地域運営学校開始。
  - 11月14日 - 校舎耐震工事。
- 2008年（平成20年）
  - 2月29日 - 屋上防水工事。
  - 8月31日 - 全教室冷暖房工事。
- 2009年（平成21年）3月31日 - 屋上菜園工事。
- 2011年（平成23年）11月5日 - 開校55周年記念集会開催。
- 2016年（平成28年）10月15日 - 開校60周年記念式典挙行。
- 2017年（平成29年）3月 - 第2ビオトープ完成。
- 2020年（令和2年）7月21日 - 給食調理室改修工事。
- 2021年（令和3年）1月 - 図書室改修工事。

## 学校教育目標
- よく考え実行する子ども
- なかよく助け合う子ども
- 健康で明るい子ども

## 通学区域
出典
- 等々力3丁目（28～32番）
- 等々力4丁目（18～24番）
- 等々力5丁目（19～31番）
- 等々力6丁目（6～20番、32～37番）
- 等々力7丁目（1～16番、22～27番）
- 等々力8丁目（全域）
- 深沢3丁目（27～31番）
- 深沢5丁目（1～3番、10～38番）

## 交通
- 東急バス
  - 「黒02」・「（系統番号無し）田園調布駅 - 中町五丁目線」で、「等々力小学校前」バス停下車後、
    - 二子玉川駅・中町五丁目行のりばから、徒歩約325m・約5分。
    - 目黒駅・田園調布駅行のりばから、徒歩約395m・約6分。
      - ただし、「（系統番号無し）田園調布駅 - 中町五丁目線」は、土曜日夕方の1往復のみ運行。

  - 「等11」・「等12」・「等13」・「渋82」で、「園芸高校前」バス停下車後、
    - 渋谷駅・瀬田営業所・桜小学校・成城学園前駅・梅ヶ丘駅行のりばから、徒歩約460m・約7分。
    - 等々力行のりばから、徒歩約430m・約6分。
- 東急電鉄大井町線等々力駅から、徒歩約1.3km・約19分。

## 近隣施設
- 麻生学園深沢幼稚園 - 世田谷区道をはさんで敷地が隣接、かつ進学前幼稚園のひとつ。
- 世田谷区立東深沢中学校
- 東京都市大学等々力中学校・高等学校
- 玉川郵便局
- 東京都立園芸高等学校
- 目黒通り